# トレヴァー・シンクレア
トレヴァー・ロイド・シンクレア（Trevor Lloyd SINCLAIR、1973年3月2日 - ）は、イングランド・ダリッジ出身、元同国代表サッカー選手。ポジションはミッドフィールダー（SH）。

## 経歴
2001年にイングランド代表デビュー。2002 FIFAワールドカップのメンバーにも選出、4試合に出場、ベスト8となった。2003年までに12試合に出場した。

## 所属クラブ
- 1989-1993  ブラックプールFC
- 1993-1998  クイーンズ・パーク・レンジャーズFC
- 1998-2003  ウェストハム・ユナイテッドFC
- 2003-2007  マンチェスター・シティFC
- 2007-2008  カーディフ・シティFC

## 代表歴

### 出場大会
- イングランド代表
  - 2002 FIFAワールドカップ

### 試合数
- 国際Aマッチ 12試合 0得点（2001年-2003年）[1]

| イングランド代表 | 国際Aマッチ | 国際Aマッチ |
| 年               | 出場        | 得点        |
| ---------------- | ----------- | ----------- |
| 2001             | 1           | 0           |
| 2002             | 9           | 0           |
| 2003             | 2           | 0           |
| 通算             | 12          | 0           |